# Pachyonychis paradoxus
Pachyonychis paradoxus är en skalbaggsart som beskrevs av H. Clark 1860. Pachyonychis paradoxus ingår i släktet Pachyonychis och familjen bladbaggar. Inga underarter finns listade i Catalogue of Life.